# Chance the Rapper
Chancelor Jonathan Bennett, mer känd under artistnamnet Chance the Rapper, född 16 april 1993 i Chicago, Illinois, är en amerikansk rappare, sångare, musikproducent, låtskrivare, skådespelare och filantrop. 